# Рокастрада (Гросето)
Рокастрада (итал. Roccastrada) је насеље у Италији у округу Гросето, региону Тоскана.
Према процени из 2011. у насељу је живело 2301 становника. Насеље се налази на надморској висини од 478 м.

## Становништво
Према резултатима пописа становништва 2011. у општини је живело 9.378 становника.
| 1931.  | 1936.  | 1951.  | 1961.  | 1971.  | 1981.  | 1991. | 2001. | 2011. |
| ------ | ------ | ------ | ------ | ------ | ------ | ----- | ----- | ----- |
| 10.633 | 11.431 | 14.651 | 13.132 | 10.381 | 10.015 | 9.377 | 9.199 | 9.378 |